# چشمه گیلاس
چشمه گیلاس، روستایی از توابع بخش مرکزی شهرستان گلبهار در استان خراسان رضوی ایران است.

## گردشگری
چشمه گیلاس در اطراف خود حوضچه یا دریاچهای کوچک ایجاد کرده‌است که از چشمه‌های معروف ایران است و دارای عمق ۴ تا ۵ متر و ارتفاع آن از سطح دریا ۱۰۱۰ متر است و نوع چشمه کارستی ( آهکی ) بوده و با هوای خنک و پاکیزه خود تابستان‌ها می‌تواند محلی برای گردشگران و طبیعت دوستان باشد.

## جمعیت
این روستا در دهستان بیزکی قرار دارد و براساس سرشماری مرکز آمار ایران در سال ۱۳۸۵، جمعیت آن ۱۸۸ نفر (۵۱خانوار) بوده‌است.